# تينسيور جوسمان
تينسيور جوسمان (بالإسبانية: Hortensio Fernández Extravis)‏ (22 ديسمبر 1946 في إسبانيا - 11 يوليو 2011 بأوفييدو في إسبانيا) هو لاعب كرة قدم إسباني في مركز الدفاع. لعب مع ريال أوفييدو.

## وصلات خارجية
- تينسيور جوسمان على موقع قاعدة بيانات كرة القدم.إي يو (الإنجليزية)